# (136524) 2006 EY16
(136524) 2006 EY16 es un asteroide perteneciente al cinturón de asteroides, región del sistema solar que se encuentra entre las órbitas de Marte y Júpiter.
Fue descubierto el 2 de marzo de 2006 por el equipo del proyecto Mount Lemmon Survey desde el observatorio del Monte Lemmon.

## Designación y nombre
Designado provisionalmente como 2006 EY16.

## Características orbitales
2006 EY16 está situado a una distancia media del Sol de 2,393 ua, pudiendo alejarse hasta 2,852 ua y acercarse hasta 1,934 ua. Su excentricidad es 0,192 y la inclinación orbital 2,140 grados. Emplea 1352,43 días en completar una órbita alrededor del Sol.
Pertenece a la familia de asteroides de (20) Massalia.

## Características físicas
La magnitud absoluta de 2006 EY16 es 16,26. Tiene 1,659 km de diámetro y su albedo se estima en 0,233.